# Mzuzu City Hammers FC
Der Mzuzu City Hammers Football Club, ehemals Ekwendeni Hammers FC, ist ein 2009 gegründeter malawischer Fußballverein aus Mzuzu. Aktuell (Stand Dezember 2024) spielt der Verein in der ersten Liga.

## Geschichte
Der Verein wurde 2009 als Ekwendeni Hammers Football Club gegründet. Im Februar 2024 wurde der Verein in Mzuzu City Hammers Football Club  umbenannt. 

## Stadion
Der Verein trägt seine Heimspiele im Mzuzu Stadium in Mzuzu aus. Das Stadion hat ein Fassungsvermögen von 15.000 Personen.